# Neivamyrmex fumosus
Neivamyrmex fumosus är en myrart som först beskrevs av Auguste-Henri Forel 1913.  Neivamyrmex fumosus ingår i släktet Neivamyrmex och familjen myror. Inga underarter finns listade i Catalogue of Life.